# ميرايل إينوس
ميرايل اينوس (بالإنجليزية: Mireille Enos)‏ (ولدت في 22 سبتمبر، 1975) هي ممثلة أمريكية، معروفة بدور المحققة سارة ليندن في مسلسل القتل (2011-2014) وبدور كارين لين في حرب الزومبي العالمية (2013).

## أعمالها

### فيلم
| سنة  | عنوان            | دور           | ملاحظات   |
| ---- | ---------------- | ------------- | --------- |
| 2001 | Someone Like You |               |           |
| 2005 | Chasing Leonard  | لوسيندا       | فيلم قصير |
| 2006 | Falling Objects  | إيزوبيل ووكر  | فيلم قصير |
| 2013 | Gangster Squad   | كوني أومارا   |           |
| 2013 | World War Z      | كارين لين     |           |
| 2013 | Devil's Knot     | فيكي هاتشرسون |           |
| 2013 | Wild Horses      | ميلز          | فيلم قصير |
| 2014 | The Captive      | تينا          |           |
| 2014 | Sabotage         | ليزي          |           |
| 2014 | إذا بقيت         |               |           |

### Television
| سنة       | عنوان                            | دور                            | ملاحظات                                |
| --------- | -------------------------------- | ------------------------------ | -------------------------------------- |
| 1994      | Without Consent                  | ناعومي                         | فيلم تلفزيوني                          |
| 1996      | Face of Evil                     | براين دواير                    | فيلم تلفزيوني                          |
| 1999      | الجنس والمدينة                   | جينا                           | حلقة: "Shortcomings"                   |
| 2001      | The Education of Max Bickford    | كارلا بيرد                     | حلقتان                                 |
| 2003      | Strong Medicine                  | فيرن                           | حلقة: "Speculum for a Heavyweight"     |
| 2004      | Rescue Me                        | كارين                          | حلقة: "Mom"                            |
| 2006      | Without a Trace                  | جيسيكا لوسون                   | حلقة: "911"                            |
| 2006      | Standoff                         | دانا                           | حلقة: "Man of Steele"                  |
| 2006      | القرش (مسلسل)                    | كلوي جورمان                    | حلقة: "Dial M for Monica"              |
| 2007      | Crossing Jordan                  | ساندي والش                     | حلقة: "Crazy Little Thing Called Love" |
| 2007–2010 | Big Love                         | جودين مارغوارت / كاثي مارغوارت | 24 حلقة                                |
| 2008      | Numbers                          | جريس فيرارو                    | Episode: "End Game"                    |
| 2008      | CSI: Miami                       | لوسي مادوكس                    | Episode: "Down to the Wire"            |
| 2008      | Medium                           | كيلي وينترز                    | حلقة: "Drowned World"                  |
| 2009      | Lie to Me                        | شيريل أمبروز                   | حلقة: "The Better Half"                |
| 2009      | القانون والنظام: النية الإجرامية | جوليانا مورغان                 | حلقة: "Identity Crisis"                |
| 2010      | American Experience              | لوسيا كاتس                     | حلقة: "Dolley Madison"                 |
| 2011–2013 | The Killing                      | سارة ليندن                     | 38 حلقة                                |

## روابط خارجية
- ميرايل إينوس على موقع IMDb (الإنجليزية)
- ميرايل إينوس على موقع ألو سيني (الفرنسية)
- ميرايل إينوس على موقع ميوزك برينز (الإنجليزية)
- ميرايل إينوس على موقع تيرنر كلاسيك موفيز (الإنجليزية)
- ميرايل إينوس على موقع أول موفي (الإنجليزية)
- ميرايل إينوس على موقع بوكس أوفيس موجو (الإنجليزية)
- ميرايل إينوس على موقع قاعدة بيانات برودواي على الإنترنت (الإنجليزية)
- ميرايل إينوس على موقع قاعدة بيانات الأفلام السويدية (السويدية)
- ميرايل إينوس على موقع إن إن دي بي (الإنجليزية)
- ميرايل إينوس على موقع قاعدة بيانات الفيلم (الإنجليزية)